# Gelanesaurus
Gelanesaurus — рід ящірок родини гімнофтальмових (Gymnophthalmidae). Представники цього роду мешкають в Колумбії і Еквадорі.

## Види
Рід Gelanesaurus нараховує 8 видів:
- Gelanesaurus cochranae (C. Burt & M. Burt, 1931)
- Gelanesaurus flavogularis (Altamirano-Benavides, Zaher, Lobo, Grazziotin, Sales Nunes & Rodrigues, 2013)

## Етимологія
Наукова назва роду Gelanesaurus походить від сполучення слів дав.-гр. γελανης — радісний і σαυρος — ящірка.